# Servicetunnel Oude Maas
De servicetunnel onder de Oude Maas is net als de servicetunnel Hollandsch Diep onderdeel van de transportpijpleiding van Pernis naar Noordhoek; de Buisleidingenstraat en gaat onder de Oude Maas door. De tunnel heeft een lengte van 481 meter, verdeeld over 8 secties van 60 meter lengte. Aan beide uiteinden zitten schachten met een diameter van 8 meter en een hoogte van 12 meter. Ze bestaan uit een ronde schacht en een hexagonale bovenkant. De tunnelbuis zelf heeft ook een diameter van 4 meter.

## Bouwwijze
Ook voor de bouw van deze tunnel is gebruikgemaakt van het bouwdok in Barendrecht. De noordelijke schacht is ook hier gebouwd, waarna deze door een zware kraan in de sleuf geladen is en verbonden met het laatste tunnelelement. Toen de grond hieromheen aangevuld was, is het hexagonale gedeelte er in situ aan toegevoegd.
De tunnelelementen zelf bestaan elk uit 10 segmenten van 6 meter, waarbij de verbindingen volgespoten worden met epoxy-mortel en het geheel vervolgens onder spanning gebracht wordt. Stalen ringen worden aan de uiteinden van deze 60 meter lange elementen vastgemaakt en er worden kopschotten aangebracht, die de elementen waterdicht maken. Hierna wordt het bouwdok vol met water gelaten.
Naast leidingen bevinden zich ook nog verlichting, een telefoonverbinding, mechanische ventilatie en gasdetectie-apparatuur in de tunnel. Ook zijn er pompen aanwezig om overtollig water af te voeren.